# Протягайловка
Протяга́йловка (рум. Proteagailovca, молд. Протягайловка, укр. Протягайлівка) — село на правом берегу реки Днестр.
В соответствии с административным делением ПМР село входит в состав города Бендеры Приднестровской Молдавской Республики. В соответствии с административным делением Республики Молдова село входит в состав муниципия Бендеры Республики Молдова.
Фактически, село полностью подконтрольно властям Приднестровской Молдавской Республики.

## История
У города Бендеры были такие предместья как Прицеповка, Протягайловка и Новые Липканы. Селу Протягайловка свыше 200 лет, но первое упоминание о нем найдено в 1814 году. В период коллективизации с 1940 года в этих населенных пунктах создано было два колхоза, которые весной 1955 года объединились в село Протягайловка. Изначально село относилось к Бендерскому району, затем к Тираспольскому району, затем к Новоаненекому району, а с 1987 года стало частью города Бендеры. Всё коммунальное обеспечение и инфраструктура села находится на бюджете города.
Площадь населенного пункта 308 гектаров, На территории села 1136 индивидуальных жилых домов:из них: 90% — газифицировано; 85 % — обеспечено централизованным водоснабжением; 100 % — электрифицировано; 84 % -телефонизировано. Протяженность дорог — 15 км: из них 60 % с асфальтовым покрытием. Транспортная связь с городом постоянная — это маршрутные такси с № 6 и № 6а.
В селе размещены Дом культуры, библиотека, средняя школа № 14, детский сад № 3, почта, сельская врачебная амбулатория, построенные в своё время на средства колхоза «Дружба».
Протягайловка богата людьми с трудовыми традициями. Среди них есть моряки, летчики, врачи, учителя, железнодорожники, скульптор, художники, артисты и многие другие. Многие жители села отмечены высокими правительственными наградами за свой труд в сельском хозяйстве и в промышленности. Выпускники средней школы № 14 учатся в Тирасполе, России. Украине, Молдове, Румынии, Болгарии.
В настоящее время на территории села размещено семь торгово-промышленных предприятий: ПК «Агрофирма „Дружба“» (сельскохозяйственная продукция), ООО «Карди» (мясоколбасные изделия), ООО «Флора» (кондитерские изделия), ООО «Алма» (обувь), ООО «Рилла» (изделия из рыбы), которые известны не только за пределам и города Бендеры,, но и за пределами нашей республики.
На территории села расположены исторические достопримечательности, одной из них является знаменитый источник так называемый «Фонтан», которому свыше 400 лет. Возле «Фонтана» установлен памятный знак двум разведчикам, расстрелянным в 1944 году (автором памятника является житель села Гончаренко Владимир Алексеевич).
Во время Великой Отечественной войны 1941—1943 годов на фронтах погибло семьдесят восемь сельчан. В 1992 году на защиту города Бендеры и села Протягайловка пошли ополченцами сто двенадцать сельчан, погибло девять.
Село входит в состав Тираспольско-Бендерской агломерации.

## Население
В 2008 году население села составляло — 3305 человека: из них 34 % — русские, 28 % — украинцы, 25 % — молдаване, 13 % — болгары, гагаузы, белорусы, мордвины, армяне.

## Климат
| Показатель                    | Янв. | Фев. | Март | Апр. | Май  | Июнь | Июль | Авг. | Сен. | Окт. | Нояб. | Дек. | Год  |
| ----------------------------- | ---- | ---- | ---- | ---- | ---- | ---- | ---- | ---- | ---- | ---- | ----- | ---- | ---- |
| Средний суточный максимум, °C | 0,3  | 1,4  | 6,2  | 14,6 | 20,7 | 24,5 | 26,3 | 26,0 | 21,7 | 15,0 | 7,9   | 3,2  | 14,0 |
| Средняя температура, °C       | −2,6 | −1,5 | 2,8  | 10,2 | 16,0 | 19,7 | 21,3 | 20,8 | 16,6 | 10,5 | 4,7   | 0,4  | 9,9  |
| Средний суточный минимум, °C  | −5,5 | −4,3 | −0,6 | 5,8  | 11,3 | 14,9 | 16,4 | 15,7 | 11,5 | 6,1  | 1,5   | −2,4 | 5,9  |
| Норма осадков, мм             | 36   | 36   | 31   | 37   | 48   | 69   | 66   | 43   | 43   | 26   | 37    | 38   | 510  |
| Источник: climate-data.org    |      |      |      |      |      |      |      |      |      |      |       |      |      |